# Robert Putnam

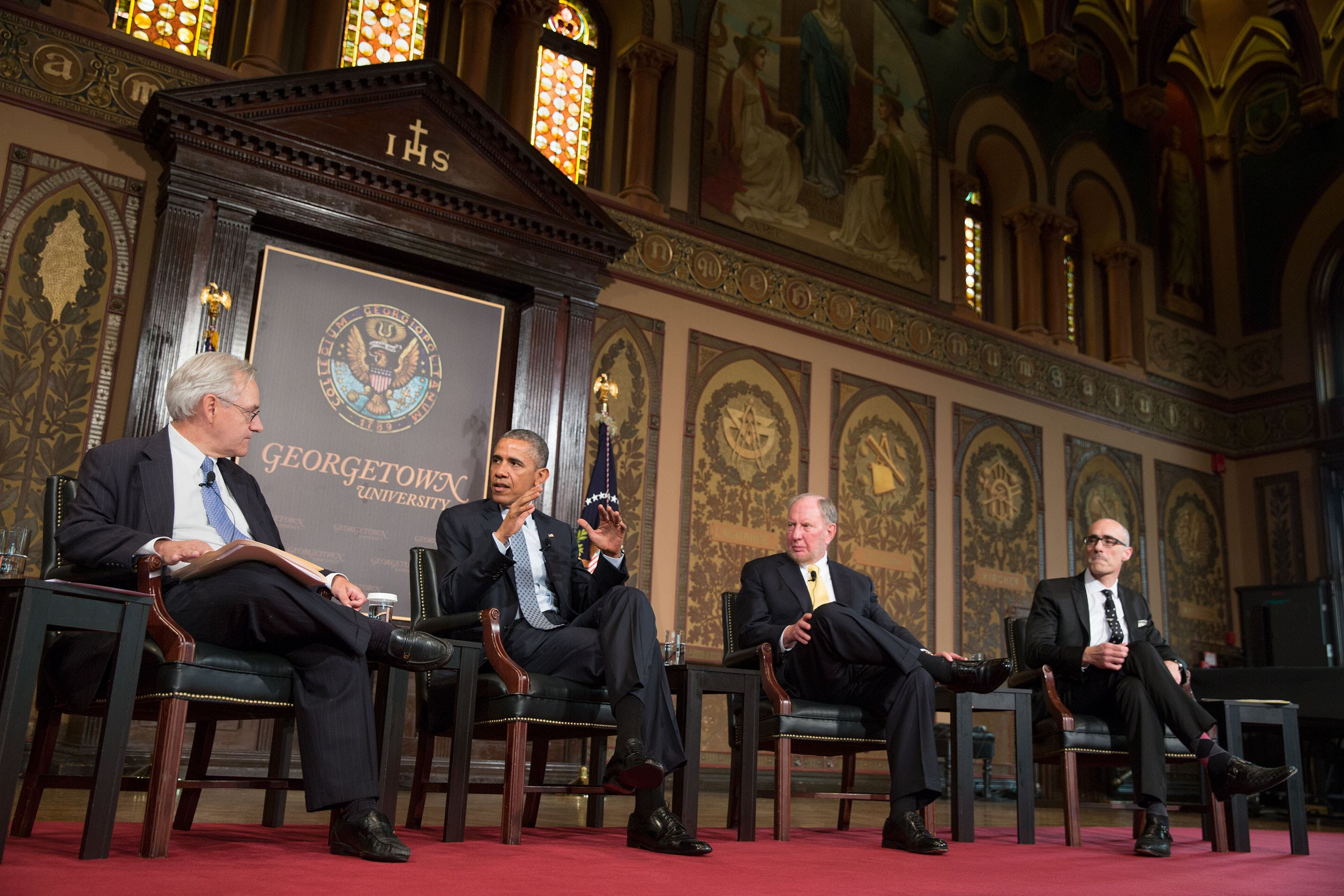
Robert Putnam entrevistando o Presidente americano Barack Obama

Robert David Putnam, nascido em 1941,  é um cientista político norte-americano.  Putnam desenvolveu a influente teoria dos jogos em dois níveis que pressupõe que acordos internacionais só serão negociados com sucesso se também resultarem em benefícios internos dos países signatários. Putnam foi uma criadores do conceito de capital social.  Seu trabalho mais famoso (e polêmico), Bowling Alone (jogando boliche sozinho), argumentando que os Estados Unidos passaram por um colapso sem precedentes em sua vida cívica, social, associativa e política (capital social) desde 1960, com sérias consequências negativas. Em março de 2015, ele publicou um livro intitulado Our Kids: The American Dream in Crisis (Nossas Crianças: O sonho americano em crise), que aborda questões de desigualdade de oportunidades nos Estados Unidos. De acordo com o Open Syllabus Project, Putnam é o terceiro autor mais citado em programas de faculdade para cursos de ciências políticas.

## Formação
Robert David Putnam nasceu em 9 de janeiro de 1941, em Rochester, Nova York, e cresceu em Port Clinton, Ohio, onde participou de uma liga de boliche competitiva na adolescência. Putnam se formou no Swarthmore College em 1963, onde era membro da fraternidade Phi Sigma Kappa. Foi considerado um aluno brilhante, tendo recebido bolsa  de estudos Fulbright para estudar no Balliol College, Oxford, e concluiu o mestrado e o doutorado na Universidade de Yale (1970). Ele lecionou na Universidade de Michigan até entrar para o corpo docente em Harvard em 1979, onde ocupou vários cargos, incluindo Reitor da Kennedy School, e atualmente é o Professor do "Escola de Políticas Públicas Professor Malkin". Putnam foi criado como um metodista fervoroso. Em 1963, Putnam casou-se com sua esposa Rosemary, uma professora de educação especial e tocadora de trompa.  Na época de seu casamento, ele se converteu ao judaísmo, a religião de sua esposa.

## Fazendo a democracia funcionar
Seu primeiro trabalho na área de capital social foi "Fazendo a Democracia Funcionar: A democracia na Itália Moderna", um estudo comparativo de governos regionais na Itália que atraiu grande atenção acadêmica por seu argumento de que o sucesso das democracias depende em grande parte dos laços horizontais que compõem o capital social.  Putnam escreve que a história de comunidades, guildas, clubes e sociedades corais do norte da Itália levou a um maior envolvimento cívico e maior prosperidade econômica. Enquanto isso, a sociedade agrária do sul da Itália seria menos próspera econômica e democraticamente por causa de menos capital social. O capital social, que Putnam define como "redes e normas de engajamento cívico", permite que os membros de uma comunidade confiem uns nos outros.  Quando os membros da comunidade confiam mais uns nos outros, o comércio, os empréstimos de dinheiro e a democracia tendem a melhorar.

## Jogando boliche sozinho
Em 1995, ele publicou um artigo denominado  "Bowling Alone: America's Declining Social Capital" (em tradução literal: Jogando boliche sozinho: o declínio do capital social na América)  no Journal of Democracy. O artigo foi amplamente lido e atraiu muita atenção para Putnam, incluindo um convite para se encontrar com o então presidente Bill Clinton e uma página na revista People .
Em 2000, ele publicou Bowling Alone: The Collapse and Revival of American Community (Jogando boliche sozinho: o colapso e o renascimento da comunidade americana), um complemento ao argumento original do tamanho de um livro, adicionando novas evidências e respondendo a muitas de suas críticas. Embora tenha medido o declínio do capital social com dados de muitas variedades, seu ponto mais impressionante foi que muitas organizações cívicas, sociais e fraternas tradicionais- tipificado por ligas de boliche- tiveram  um grande declínio no número de membros, enquanto o número de pessoas jogando boliche aumentou dramaticamente.
Putnam faz uma distinção entre dois tipos de capital social: capital vinculativo (bonding capital) e capital intermediário (bridging capital). O vínculo ocorre quando você está socializando com pessoas que são como você: mesma idade, mesma raça, mesma religião e assim por diante. Mas, para criar sociedades pacíficas em um país multiétnico diverso, é necessário ter um segundo tipo de capital social:capital intermediário (bridging capital). Essa espécie de capital social (Bridging) é o que ocorre quando você faz amizades com pessoas que não são como você, como torcedores de outro time de futebol. Putnam argumenta que esses dois tipos de capital social, vínculo e ponte, fortalecem um ao outro. Consequentemente, com o declínio do capital vinculativo mencionado acima, vem inevitavelmente o declínio do capital intermediário, levando a maiores tensões étnicas.
Em 2016, Putnam explicou sua inspiração para o livro, dizendo:
Nós [americanos] fomos capazes de coordenar  um tipo diferente de sociedade. Uma sociedade menos estatista, uma sociedade de mercado mais livre, porque tínhamos força real na área de capital social e tínhamos níveis relativamente altos de confiança social. Nós meio que confiamos um no outro, não perfeitamente, é claro, mas confiamos. Não em comparação com outros países. E tudo isso está declinando, e comecei a me preocupar: "Bem, nossa, isso não será um problema, se nosso sistema for construído para um tipo de pessoa e um tipo de comunidade, e agora temos um diferente. Talvez não funcione tão bem."
Críticos como o sociólogo Claude Fischer argumentam que (a) Putnam se concentra em formas organizacionais de capital social e dá muito menos atenção às redes de capital social interpessoal; (b) Putnam negligencia o surgimento de novas formas de organizações de apoio dentro e fora da Internet; e (c) os anos 1960 são uma linha de base enganosa porque a época teve um número excepcionalmente alto de organizações tradicionais.
Desde a publicação de Bowling Alone, Putnam tem trabalhado nos esforços para reviver o capital social americano, notadamente por meio do Projeto Saguardo (Saguaro Seminar), consistente num projeto científico de longa duração, mediante uma série de reuniões entre acadêmicos, líderes da sociedade civil, comentaristas e políticos para discutir estratégias para reconectar os americanos com suas comunidades . Isso resultou na publicação do livro e do site, Better Together , que fornece estudos de caso de formas vibrantes e novas de construção de capital social nos Estados Unidos

## Capital social
Putnam teoriza sobre uma relação das tendências negativas na sociedade. Ele prevê um fator unificador denominado capital social, o termo foi originalmente criado pelo teórico social Alexis de Tocqueville, o qual considerou o capital social como uma força dentro dos Estados Unidos e afirmando que a democracia americana prosperaria pela proximidade da sociedade com as questões públicas. Putnam observou uma tendência de declínio no capital social desde a década de 1960. A diminuição do capital social seria causada pelo aumento das taxas de infelicidade e também pela apatia política. O baixo nível de capital social, pode ser representado por um sentimento de alienação dentro da sociedade está associado a consequências adicionais, tais como:
- Baixa confiança no governo local, nos líderes locais e na mídia local.[16]
- Baixa eficácia política, isto é, confiança na própria influência.[16]
- Menor participação dos eleitores em votações,, mas mais interesse e conhecimento sobre política e mais participação em marchas de protesto e em  grupos de reforma social.[16]
- Maior defesa da política, mas menores expectativas de que trará resultado desejáveis.[16]
- Menos expectativa de que outros cooperem para resolver problemas sociais (ver dilemas de ação coletiva,[17] por exemplo, ações sociais para preservar a água e diminuir os gastos com energia).
- Menos probabilidade de trabalhar em um projeto comunitário.[16]
- Menor probabilidade de doar recursos para instituições de caridade ou em ser voluntário.[16]
- Menos amigos íntimos e confidentes.[16]
- Menos felicidade e menor percepção da qualidade de vida.[16]
- Mais tempo gasto assistindo televisão e mais acordo de que "a televisão é minha forma mais importante de entretenimento".[16]

## Diversidade e confiança dentro das comunidades
Nos últimos anos, Putnam tem se empenhado em realizar um vasto estudo sobre relação entre a confiança dentro das comunidades e sua diversidade étnica. Sua conclusão com base em mais de 40 casos e 30.000 pessoas nos Estados Unidos é que, a curto prazo, desde que outras características sociais se mantenham iguais, mais diversidade em uma comunidade está associada a menos confiança, tanto internamente quanto externamente aos respectivos grupos étnicos. Putnam descreve que pessoas de quase todas as etnias, sexo, condição econômica, idades achatadas, evitando o envolvimento com sua comunidade local conforme a diversidade aumenta. Embora limitado a dados americanos, suas descobertas vão contra a hipótese do contato, que propõe que a desconfiança diminui à medida que membros de diferentes grupos étnicos interagem, e as teorias de conflito, que sugerem que enquanto a desconfiança entre os grupos étnicos aumenta com a diversidade, a desconfiança dentro dos grupos étnicos deve diminuir. Putnam descobriu que mesmo ao se controlarem fatores como a  desigualdade de renda e as taxas de criminalidade, dois fatores que a teoria do conflito (teoria social crítica) normalmente afirmam que seriam os principais fatores causadores do declínio da confiança entre os grupos étnicos, maior diversidade ainda permanece ligada a menos confiança comunitária. Além disso, ele descobriu que a baixa confiança da comunidade está associada às mesmas consequências do baixo capital social. Putnam diz, no entanto, que "no longo prazo, a imigração e a diversidade provavelmente terão importantes benefícios culturais, econômicos, fiscais e de desenvolvimento".
Putnam publicou seu conjunto de dados sobre o referido estudo em 2001.
Putnam foi criticado pelo atraso na entrega entre seu estudo inicial e a publicação de seu artigo final. Em 2006, Putnam foi citado no Financial Times dizendo que atrasou a publicação do artigo até que pudesse "desenvolver propostas para compensar os efeitos negativos da diversidade" (citação de John Lloyd do Financial Times). Em 2007, escrevendo no City Journal, John Leo questionou se essa supressão da publicação era um comportamento ético para um estudioso, observando que "os acadêmicos não devem reter dados negativos até que possam sugerir soluções para suas descobertas." Por outro lado, Putnam divulgou os dados em 2001 e divulgou esse fato.
Putnam negou que as afirmações de que estaria  se posicionando contra a diversidade social e afirmou que suas conclusões no artigo foram  "distorcidas" para fundamentar argumentos contra admissões baseadas em raça nas universidades (cotas). Ele afirmou que sua "extensa pesquisa e experiência confirmam os benefícios substanciais da diversidade, incluindo a diversidade racial e étnica, para a nossa sociedade".

## Reconhecimento

### Associações e bolsas de estudo
Ele foi um membro da fraternidade Phi Beta Kappa desde 1963, do Instituto Internacional de Estudos Estratégicos, desde 1986, da Sociedade Filosófica Americana, desde 2005, e da Academia Nacional de Ciências, desde 2001. Ele tem sido um Fellow da Academia Americana de Artes e Ciências a partir de 1980, e Fellow correspondente  da Academia Britânica de 2001 e Fellow da Academia Nacional de Administração Pública, 1989-2006 e Centro de Estudos Avançados em Ciências do comportamento, 1974-1975 e 1988-1989. Outras bolsas incluído o Guggenheim, 1988-1989; o Woodrow Wilson International Center for Scholars 1977 e 1979; Fulbright 1964-1965 e 1977; SSRC-ACLS 1966-1968; Fundação Ford, 1970; German Marshall Fund, 1979; SSRC-Fulbright, 1982; SSRC- a Política Externa de Estudos, 1988-1989 e foi feita um membro por Harold Lasswell da Academia Americana de Ciências Políticas e Sociais.  Robert Putnam foi membro do Conselho de Relações exteriores de 1977-1978 e um membro desde 1981. Ele era um membro da Comissão Trilateral, a partir de 1990 a 1998.:2 Ele foi Presidente da Associação Americana de Ciência Política  (2001-2002). Ele havia sido Vice-Presidente dessa associação entre 1997-1998.

### Prêmios
Em 2004, o Presidente da República Italiana o nomeou Comandante da Ordem da Estrela da Solidariedade Italiana . Ele recebeu o Prêmio Johan Skytte em Ciência Política em 2006 e uma Medalha Wilbur Lucius Cross pela Escola de Pós-Graduação em Artes e Ciências de Yale em 2003. Ele foi  professor na Universidade de Cambridge em 1999 e foi homenageado com o Ithiel de Sola Prêmio Pool e atuou como Conferencista da American Political Science Association.
Ele recebeu títulos honorários da Stockholm University (em 1993), da Ohio State University (2000), da University of Antwerp (também de 2000), da University of Edinburgh (2003), da Libera Università Internazionale degli Studi Sociali Guido Carli (2011), da University of Oxford (2018) e University College London (2019).
Em 2013, ele foi premiado com a Medalha Nacional de Humanidades do presidente Barack Obama por "aprofundar nossa compreensão da comunidade na América".
Em 2015, foi agraciado com a Medalha ISA de Ciência da Universidade de Bolonha, por atividades de investigação caracterizadas pela excelência e valor científico.

## Trabalhos publicados
- The Beliefs of Politicians: Ideology, Conflict, and Democracy in Britain and Italy New Haven: Yale University Press, (1973)
- The Comparative Study of Political Elites Englewood Cliffs, New Jersey: Prentice-Hall, (1976)
- Bureaucrats and Politicians in Western Democracies (with Joel D. Aberbach and Bert A. Rockman, 1981)
- Hanging Together: Cooperation and Conflict in the Seven-Power Summits (with Nicholas Bayne, 1984; revised 1987)
  - Staying together: the G8 summit confronts the 21st century. (2005, Aldershot, Hampshire, England: Ashgate Publishing. ISBN 978-0-7546-4267-1; OCLC 217979297)
- "Diplomacy and Domestic Politics: The Logic of Two-Level Games". International Organization. 42 (Summer 1988): 427–460.
- Making Democracy Work: Civic Traditions in Modern Italy (with Robert Leonardi and Raffaella Nanetti, 1993)
- Bowling Alone: The Collapse and Revival of American Community (2000) ISBN 978-0-7432-0304-3
- Democracies in Flux: The Evolution of Social Capital in Contemporary Society (Edited by Robert D. Putnam), Oxford University Press, (2002)
- Better Together: Restoring the American Community (with Lewis M. Feldstein, 2003) ISBN 978-1-4391-0688-4
- Robert Putnam (junho de 2007), «E Pluribus Unum: Diversity and Community in the Twenty-first Century The 2006 Johan Skytte Prize Lecture», Scandinavian Political Studies, ISSN 0080-6757, Prêmio Johan Skytte (em inglês), 30 (2): 137-174, doi:10.1111/J.1467-9477.2007.00176.X, Wikidata Q55880625
- Age of Obama (co-written with Tom Clark and Edward Fieldhouse), Manchester University Press (2010)
- w/ David E. Campbell (co-author) (21 de fevereiro de 2012). American Grace: How Religion Divides and Unites Us. [S.l.]: Simon and Schuster. ISBN 978-1-4165-6673-1
- Our Kids: The American Dream in Crisis. [S.l.]: Simon & Schuster. 10 de março de 2015. ISBN 978-1-4767-6991-2[30][31]
- Putnam, Robert D.; Bridgeland, John (19 de outubro de 2017). «America needs big ideas to heal our divides. Here are three.». WETA. Consultado em 7 de dezembro de 2022
- Putnam, Robert D.; Garrett, Shaylyn Romney (13 de outubro de 2020). The Upswing: How America came together a century ago and how we can do it again (Hardcover) 1st ed. New York: Simon & Schuster. ISBN 978-1-9821-2914-9. OCLC 1142896590
- Putnam, Robert D.; Babcock-Lumish, Terry (28 de setembro de 2022). «The White House bowling alley is a symbol of what's wrong with US politics». The Boston Globe. Consultado em 28 de setembro de 2022